# Vikár Béla
Vikár Béla (Hetes, 1859. április 1. – Dunavecse, 1945. szeptember 22.) magyar etnográfus, műfordító, eszperantista, a Magyar Tudományos Akadémia levelező tagja (1911). A Kalevala műfordítója.

## Életútja
A pécsi reáliskolában érettségizett, és ott ismerkedett meg a gyorsírás alapjaival is, ami alapvetően határozta meg későbbi pályáját. A felsőfokú tanulmányait 1877–1884 között folytatta a budapesti egyetemen magyar nyelv és irodalom szakon. Ekkoriban gyorsírással lejegyezte és kiadta tanárainak (Greguss Ágost, Gyulai Pál) előadásait. 1889-ben fél évre az akkor Orosz Birodalomhoz tartozó Finnországba utazott a finn nyelv és néprajz tanulmányozása céljából. 1880-tól gyorsírója, később pedig vezetője lett a Parlamenti Gyorsirodának egészen 1921-es nyugdíjazásáig.
Már az 1870-es évek végétől népmesék és népdalok szövegeit jegyezte le gyorsírással. 1896 karácsonyán Borsod vármegyében kezdte el – Európában egyedülálló módon – fonográfra rögzíteni a népdalokat. Bartók Béla jegyezte le fonográffelvételeit.
1900-ban a párizsi világkiállításon megrendezett Ethnográfiai Kongresszuson ismertette módszereit és eredményeit. A nemzetközi etnográfia is számontartotta ettől kezdve. Gyűjtései során mintegy hétezer dalt rögzített. 1896-ban a Magyar Néprajzi Társaság titkárának választották, később maga is alapított társaságot, a La Fontaine Társaságot, s annak elnöke lett. 1911-ben választották be a Magyar Tudományos Akadémia levelező tagjainak sorába. Finn, francia, német, angol, grúz, észt, norvég nyelvből fordított. Leghíresebb a finn eredetiből fordított Kalevalája. Sokoldalú egyéniség volt, az 1910-es években bekapcsolódott az eszperantó mozgalomba, a Magyar Országos Eszperantó Egyesület választmányi tagjaként (1920–1928), majd tiszteletbeli tagjaként (1928–1945) működött.

## Családja
Első felesége Krekács Julianna volt, aki 1902-ben elhunyt. Második felesége Bőke Kornélia (1864–1942) volt, Bőke Gyula orvos és Freund Etelka lánya, akivel 1903. június 9-én Budapesten, a Ferencvárosban kötött házasságot.
Anyai nagyapja révén kenesei Kenessey Béla építőmérnök, vízmérnök, miniszteri tanácsos, a magyar vízügyi szolgálat jelentős alakjának másodfokú unokatestvére.

## Főbb művei
- Gáti István stenographiája, kapcsolatban a modern stenographiával; Akadémia, Budapest, 1889 (Értekezések a nyelv- és széptudományok köréből)
- Árpád és Habsburg vagy A király kegyelete. Ünnepi költemény a múltról és jelenről a magyar nép számára; Franklin, Budapest, 1898
- Kalevalai tanulmányok, vonatkozással a magyar ősvallásra; bőv. kiad.; Hornyánszky Ny., Budapest, 1901
- A magyar népköltés remekei, 1-2.; szerk., bev. Vikár Béla; Lampel, Budapest, 1907 (Remekírók képes könyvtára)
- A regös ének; Athenaeum, Budapest, 1907 (Nyelvészeti füzetek)
- Petőfi az északi népeknél; Kunossy Ny., Budapest, 1911
- A szakipari szövetkezetek szervezése; Pátria Ny., Budapest, 1919 (Az Ipartestületek Országos Szövetsége propagandairatai)
- Gyorsírói emlékeimből; Magyar Gyorsírók Országos Szövetsége, Budapest, 1931 (Az egységes magyar gyorsírás könyvtára)
- Nevető rímek, 1-2.; Királyi Magyar Egyetemi Ny., Budapest, 1932
- Magyarázatok a Kalevalához; bev. Kosztolányi Dezső, utószó Balassa Imre; La Fontaine Irodalmi Társaság, Budapest, 1935
- Szinnyei Józsefről; Fővárosi Ny., Budapest, 1944 (A finn-magyar testvériség úttörői)
- Vikár Béla levelei. "Finnország egyik leglelkesebb diplomatája itt több mint 50 éven keresztül"; tan., jegyz., ford. Varga P. Ildikó; Erdélyi Múzeum-Egyesület, Kolozsvár, 2017

## Főbb műfordításai

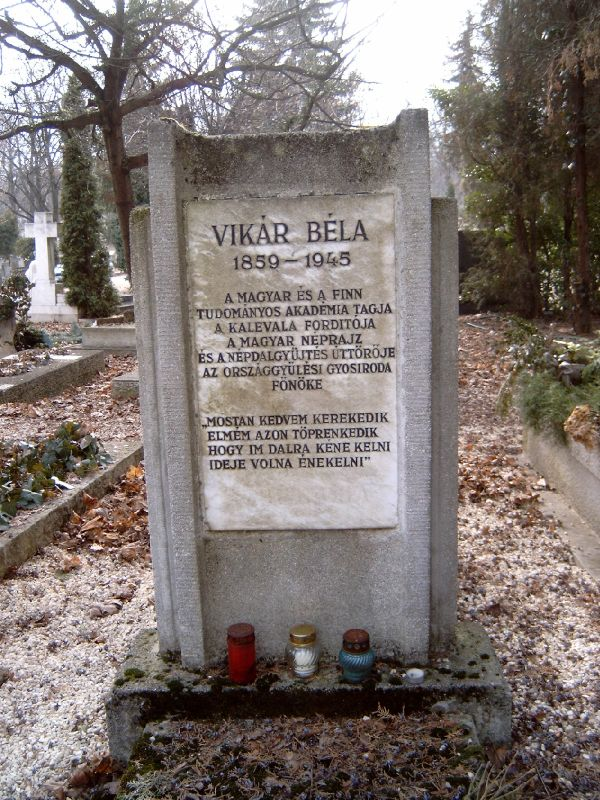
Vikár Béla sírja Budapesten. Farkasréti temető: 6/1-1-56

- Ő készítette el a Kalevala első, a finn eredeti alapján készült fordítását (Barna Ferdinánd még részben Schiefner német átköltése alapján dolgozott), mely 1909-ben az Akadémia gondozásában,[7] majd 1935-ben La Fontaine Irodalmi Társaság díszkiadásában jelent meg.[8]
- Jelentős műfordítói teljesítménye a grúz eposz, Sota Rusztaveli Tariel, a párducbőrös lovag című munkájának magyarra ültetése, amely 1917-ben jelent meg.
- Lefordította La Fontaine összes meséjét, amelyet 1929-ben adott ki a La Fontaine Irodalmi Társaság és a Dante Kiadó.

## Folyóirat-szerkesztései
- Élet (1892–1895)
- Turán (1917–1918)
- Több gyorsírási szaklapot szerkesztett (Fővárosi Gyorsíró, Gyorsírászati Lapok, Budapesti Gyorsíró).

## Cikkei
- Gáti István stenographiája, kapcsolatban a modern stenographiával. Budapest, 1889
- A regös ének. Budapest, 1907

## Társasági tagság
- Magyar Gyorsíró-Egyesület,[9] másodelnök (1893–1894), elnök (1904–1913)
- Magyar Mickiewicz Társaság[10]
- Magyar Néprajzi Társaság, titkár (1896–)
- La Fontaine Irodalmi Társaság, alapító tag
- Goethe Társaság, alapító tag
- Magyar Országos Eszperantó Egyesület, választmányi tag (1920–1928), tiszteletbeli tag (1928–1945)

## Származása
| Vikár Béla (Hetes, 1859. április 1. - Dunavecse, 1945. szeptember 22.) magyar etnográfus, műfordító, a Magyar Tudományos Akadémia levelező tagja, a Kalevala műfordítója | Apja: Vikár János (Pápa, 1816. december 28. – ) református lelkész                          | Apai nagyapja: Vikár István (Pápa, 1787. szeptember 28. – Kutas, 1869. január 23.) takácsmester | Apai nagyapai dédapja: Vikár István                                                                                     |
| Vikár Béla (Hetes, 1859. április 1. - Dunavecse, 1945. szeptember 22.) magyar etnográfus, műfordító, a Magyar Tudományos Akadémia levelező tagja, a Kalevala műfordítója | Apja: Vikár János (Pápa, 1816. december 28. – ) református lelkész                          | Apai nagyapja: Vikár István (Pápa, 1787. szeptember 28. – Kutas, 1869. január 23.) takácsmester | Apai nagyapai dédanyja: Molnár Éva                                                                                      |
| Vikár Béla (Hetes, 1859. április 1. - Dunavecse, 1945. szeptember 22.) magyar etnográfus, műfordító, a Magyar Tudományos Akadémia levelező tagja, a Kalevala műfordítója | Apja: Vikár János (Pápa, 1816. december 28. – ) református lelkész                          | Apai nagyanyja: Kiss Zsófia                                                                     | Apai nagyanyai dédapja:                                                                                                 |
| Vikár Béla (Hetes, 1859. április 1. - Dunavecse, 1945. szeptember 22.) magyar etnográfus, műfordító, a Magyar Tudományos Akadémia levelező tagja, a Kalevala műfordítója | Apja: Vikár János (Pápa, 1816. december 28. – ) református lelkész                          | Apai nagyanyja: Kiss Zsófia                                                                     | Apai nagyanyai dédanyja:                                                                                                |
| Vikár Béla (Hetes, 1859. április 1. - Dunavecse, 1945. szeptember 22.) magyar etnográfus, műfordító, a Magyar Tudományos Akadémia levelező tagja, a Kalevala műfordítója | Anyja: nemes Szomjú Veronika (Lad, 1838. április 20. – Felsőmocsolád, 1922. szeptember 23.) | Anyai nagyapja: nemes Szomjú István (Csajág, 1814. - Edde, 1885.) eddei református tanító       | Anyai nagyapai dédapja: nemes Szomjú Sámuel (Csajág, 1779. - Csajág, 1831.) neszmélyi református tanító, csajági jegyző |
| Vikár Béla (Hetes, 1859. április 1. - Dunavecse, 1945. szeptember 22.) magyar etnográfus, műfordító, a Magyar Tudományos Akadémia levelező tagja, a Kalevala műfordítója | Anyja: nemes Szomjú Veronika (Lad, 1838. április 20. – Felsőmocsolád, 1922. szeptember 23.) | Anyai nagyapja: nemes Szomjú István (Csajág, 1814. - Edde, 1885.) eddei református tanító       | Anyai nagyapai dédanyja: nemes Buzás Zsófia                                                                             |
| Vikár Béla (Hetes, 1859. április 1. - Dunavecse, 1945. szeptember 22.) magyar etnográfus, műfordító, a Magyar Tudományos Akadémia levelező tagja, a Kalevala műfordítója | Anyja: nemes Szomjú Veronika (Lad, 1838. április 20. – Felsőmocsolád, 1922. szeptember 23.) | Anyai nagyanyja: Both Katalin                                                                   | Anyai nagyanyai dédapja:                                                                                                |
| Vikár Béla (Hetes, 1859. április 1. - Dunavecse, 1945. szeptember 22.) magyar etnográfus, műfordító, a Magyar Tudományos Akadémia levelező tagja, a Kalevala műfordítója | Anyja: nemes Szomjú Veronika (Lad, 1838. április 20. – Felsőmocsolád, 1922. szeptember 23.) | Anyai nagyanyja: Both Katalin                                                                   | Anyai nagyanyai dédanyja:                                                                                               |